# 醋丈夫
醋丈夫，是日本純種競賽馬匹。生涯活躍於一哩賽事，曾於2015年勝出朝日盃未來錦標，原本有望於其後取得更進一步的佳績，但於3歲生涯下半年遭受肌腱斷裂而無奈退役。

## 出賽前
2013年1月29日出生於北海道安平町北部牧場，成長途中於一口馬主俱樂部Carrot Farm Co. Ltd.進行馬主募集。
其後交由栗東訓練中心練馬師角居勝彥訓練。

## 競賽生涯

### 2歲
11月22日出戰京都競馬場2歲新馬戰，雖然比賽初段以較爲緩慢的姿態推進，但於通過第四彎道時候進入狀態，最終成功衝出並以1 1/2馬位優勢取得首勝。
其後縮程出戰朝日朝日盃未來錦標，賽前獲得僅落後天域龍馬獲得第二人氣。比賽開始後，其繼續以緩慢的節奏於隊伍最後方位置推進，通過最後彎道時候逐步抽出外檔位置加速。進入直路後，其成功於大外檔位置轟出後600米33.3秒的末腳速度，最終超越所有對手下以3/4馬位戰勝天域龍馬取得首個一級賽冠軍。而憑藉此次勝利，其成功以出賽29日就奪得一級賽優勝的間隔追平1998年痛快駒勝出阪神三歲牝馬錦標時創出的最短紀錄。
年末，由於其成功奪得一級賽冠軍並達成以上紀錄，因而於評選中以近乎全票的289票當選最佳2歲雄馬。

### 3歲
2016年年度首戰爲3月6日的彌生賞，比賽初段其以較快的速度搶佔前方位置推進，並於第四彎道取得領先。進入直路後，其嘗試繼續加速維繫自身的優勢，但被外檔跑出全場最快抹腳的豐收節超越，最終以頸位差距獲得亞軍吞下生涯首敗。
其後出戰經典三冠首關皋月賞，賽前落後里見光鑽取得第二人氣。比賽開始後，其順應前方領放馬Respect Earth做出的前1000米58.4秒快步速前進，一直保持於第二的位置。通過對面直路中段後，其主動加速超越對手並成爲領放馬，於第四彎道時候仍然保持優勢。進入直路後，其繼續於前方不斷加速，但於直路中段時候稍爲外閃兼表現出力弱狀態，最終被外檔的氣概凜然、豐收節及里見光鑽超越，以第四名衝刺。然而賽後隨即進入審議階段，最終賽會判定醋丈夫於直路的外閃行爲對天域龍馬構成妨礙，因而將其貶至第五。
5月29日出戰東京優駿（日本打吡），賽前和皋月賞頭三名氣概凜然、豐收節及里見光鑽一同被視爲四強。比賽開始後，其隨即於出閘後稍爲失去平衡落後，於比賽途中亦一直未能順應騎師杜滿萊的指示加速進佔較前的位置，因而一直保持於隊伍最後方。進入直路後，雖然其一舉於外檔轟出全場最快的後600米33.2末腳速度，但最終仍然未能扭轉局勢，僅能追至入板的第五。
入秋後原定以神戶新聞盃作爲起動戰，然而於訓練過後被發現左前腳患肌腱炎而進入休養，休養途中更被進一步確認爲肌腱斷裂。最終於陣營判斷其康復機會極低之下，決定安排其退役並於10月13日取消日本中央競馬會的賽駒註冊。

### 詳細賽績
| 日期       | 舉辦國家 | 馬場 | 距離   | 級別 | 賽事名稱       | 負重 | 騎師     | 馬號 | 出馬 | 名次 | 時間   | 頭馬（二馬）   |
| ---------- | -------- | ---- | ------ | ---- | -------------- | ---- | -------- | ---- | ---- | ---- | ------ | -------------- |
| 22/11/2015 | 日本     | 京都 | 草2000 |      | 2歲新馬        | 55   | 岩田康誠 | 15   | 15   | 1    | 2:02.2 | （Peace Mind） |
| 20/12/2015 | 日本     | 阪神 | 草1600 | GI   | 朝日盃未來錦標 | 55   | 杜滿萊   | 15   | 16   | 1    | 1:34.4 | （天域龍馬）   |
| 6/3/2016   | 日本     | 中山 | 草2000 | GII  | 彌生賞         | 56   | 杜滿萊   | 10   | 12   | 2    | 1:59.9 | 豐收節         |
| 17/4/2016  | 日本     | 中山 | 草2000 | GI   | 皋月賞         | 57   | 杜滿萊   | 16   | 18   | 5    | 1:58.4 | 氣概凜然       |
| 29/5/2016  | 日本     | 東京 | 草2400 | GI   | 東京優駿       | 57   | 杜滿萊   | 12   | 18   | 5    | 2:24.5 | 豐收節         |

## 退役後
退役後，醋丈夫成爲了配種馬，於北海道日高町育馬者Stallion Station休養，在2017年進行配種，配種費爲100萬日圓，首批子嗣於2018年出生。首批子嗣可於2020年出賽，7月5日經已有中央的子嗣在新馬戰中取勝。2021年11月27日，駿天石在京都兩歲錦標取勝，成爲首匹勝出分級賽的子嗣。2024年4月28日，帝王級於春季天皇賞取勝，成為首匹勝出一級賽的醋丈夫子嗣。

### 主要子嗣

#### 一級賽優勝子嗣
粗體字為一級賽
2018年生
- 帝王級（兩次鑽石錦標、阪神大賞典、春季天皇賞）

2022年生
- 博物街（皋月賞）

#### 分級賽獲勝子嗣
2018年生
- 極迅加速（兵庫冠軍錦標）
- 再獻詩詞（福島牝馬錦標）

2019年生
- 駿天石（京都兩歲錦標）
- Sunrise Hawk（夏日冠軍錦標、兵庫金盃、杜若紀念）
- 工業國度（打吡公爵挑戰盃）

## 血統簡介
父系夏威夷王爲日本賽駒，生涯戰績極爲優秀，僅得一戰未能獲勝，曾勝出一級賽NHK一哩賽及東京優駿（日本打吡），爲日本史上首匹贏得變則二冠的賽駒。祖父金滿寶爲美國生產的法國賽駒，曾三勝一級賽，亦爲近代著名種馬之一。
母系西沙里奧爲日本賽駒，生涯戰績彪炳，曾勝出優駿牝馬（日本橡樹大賽）及美國橡樹大賽。外祖父特別週爲日本賽駒，生涯戰績彪炳，曾勝出1998年東京優駿（日本打吡），於1999年稱霸春秋天皇賞並於日本盃擊退衆多外敵而被稱爲「日本總大將」。

### 血統表
| 父線：金滿寶系（淘金者系）                  |                               |               |                |
| 種馬 夏威夷王 2001年（棗色）                | 金滿寶 1990年（棗色）         | 淘金者        | Raise a Native |
| 種馬 夏威夷王 2001年（棗色）                | 金滿寶 1990年（棗色）         | 淘金者        | Gold Digger    |
| 種馬 夏威夷王 2001年（棗色）                | 金滿寶 1990年（棗色）         | Miesque       | 雷利耶夫       |
| 種馬 夏威夷王 2001年（棗色）                | 金滿寶 1990年（棗色）         | Miesque       | Pasadoble      |
| 種馬 夏威夷王 2001年（棗色）                | Manfath 1991年（深棗色）      | 最後大官      | Try My Best    |
| 種馬 夏威夷王 2001年（棗色）                | Manfath 1991年（深棗色）      | 最後大官      | Mill Princess  |
| 種馬 夏威夷王 2001年（棗色）                | Manfath 1991年（深棗色）      | Pilot Bird    | Blakeney       |
| 種馬 夏威夷王 2001年（棗色）                | Manfath 1991年（深棗色）      | Pilot Bird    | The Dancer     |
| 繁殖雌馬 西沙里奧 2002年（黑色）            | 特別週 1995年（深棗色）       | 週日寧靜      | Halo           |
| 繁殖雌馬 西沙里奧 2002年（黑色）            | 特別週 1995年（深棗色）       | 週日寧靜      | Wishing Well   |
| 繁殖雌馬 西沙里奧 2002年（黑色）            | 特別週 1995年（深棗色）       | Campaign Girl | 丸善斯基       |
| 繁殖雌馬 西沙里奧 2002年（黑色）            | 特別週 1995年（深棗色）       | Campaign Girl | Lady Shiraoki  |
| 繁殖雌馬 西沙里奧 2002年（黑色）            | Kirov Premiere 1990年（棗色） | 鞍匠井        | 北地舞人       |
| 繁殖雌馬 西沙里奧 2002年（黑色）            | Kirov Premiere 1990年（棗色） | 鞍匠井        | Fairy Bridge   |
| 繁殖雌馬 西沙里奧 2002年（黑色）            | Kirov Premiere 1990年（棗色） | Querida       | Habitat        |
| 繁殖雌馬 西沙里奧 2002年（黑色）            | Kirov Premiere 1990年（棗色） | Querida       | Pricipia       |
| 雌系：Plucky Liege系（號族：16-a）          |                               |               |                |
| 五代內近親交配：北地舞人 5×5×4、Special 5×5 |                               |               |                |

## 命名由來
名字Leontes（リオンディーズ）出自英國戲劇家威廉·莎士比亞所編寫的《冬天的故事》中西西里國王萊昂特斯之名字，香港則以故事中國王因妒忌而幻想波希米亞國王波利克塞尼斯和他的妻子埃爾米奧娜有外遇這一情節，加以聯想，翻譯為「醋丈夫」。

## 外部連結
- 醋丈夫 netkeiba.com （页面存档备份，存于）
- 血統表 （页面存档备份，存于）